# Casa palacio de los Barahona
La casa palacio de los Barahona es una mansión noble situada en la localidad de Villaverde-Mogina en la provincia de Burgos.
Perteneció a los Varona o Barahona. Fue construido entre finales del siglo XVI y comienzos del XVII y pasó a ser el centro del mayorazgo de la familia.
Tiene planta en forma de U con dos frentes prácticamente simétricos en los que figuran los escudos de la familia. El de la izquierda está rematado por una espadaña dado que en esta ala se ubicaba la capilla.
El palacio cuenta con una finca 15 000 m². 
A lo largo de su historia el palacio ha pasado por distintas manos. Perteneció al arzobispado de Burgos y en los años 80 fue usado por la Fundación el Patriarca hasta principios de los 90. El responsable en ese momento de casa palacio era Carlos Muñoz que a la vez se encarga de recibir las donaciones y repartir las tareas diarias a las 7 personas que vivieron en ese lugar. Después de esto el responsable del centro partió de viaje a Nicaragua donde estuvo voluntario 7 años. Tras estar unos años abandonado, actualmente está en proceso de restauración.